# Pulau Karimun Kecil
Pulau Karimun Kecil är en ö i Indonesien.   Den ligger i provinsen Kepulauan Riau, i den västra delen av landet, 900 km norr om huvudstaden Jakarta. Arean är 8,3 kvadratkilometer.
Terrängen på Pulau Karimun Kecil är lite kuperad. Öns högsta punkt är 306 meter över havet. Den sträcker sig 4,2 kilometer i nord-sydlig riktning, och 3,5 kilometer i öst-västlig riktning.